# HD 4208
HD 4208 (Cocibolca) – gwiazda położona w gwiazdozbiorze Rzeźbiarza.
Jest to gwiazda typu widmowego G. Jest żółtym karłem podobnym do Słońca, jednak trochę mniejszym, lżejszym i chłodniejszym. Gwiazda nie jest widoczna gołym okiem, ale można ją dostrzec już przy pomocy małego teleskopu, jako że jej obserwowana wielkość gwiazdowa to 7,79m.
W 2001 roku odkryto planetę HD 4208 b (Xolotlan) krążącą wokół tej gwiazdy w średniej odległości 1,7 au.

## Nazwa
Gwiazda ma nazwę własną Cocibolca, która w języku nahuatl jest nazwą jeziora Nikaragua, największego jeziora w Ameryce Środkowej. Nazwa została wyłoniona w konkursie zorganizowanym w 2019 roku przez Międzynarodową Unię Astronomiczną w ramach stulecia istnienia organizacji. Uczestnicy z Nikaragui mogli wybrać nazwę dla tej gwiazdy. Spośród nadesłanych propozycji zwyciężyła nazwa Cocibolca dla gwiazdy i Xolotlan dla planety.